# 嘉盛
嘉盛，是臺灣苗栗縣苗栗市的一個傳統地域名稱，位於該市東北部。相較於今日行政區，其範圍大致包括嘉盛里、嘉新里。

## 歷史
台灣清治末期至日治初期，嘉盛地區為一街庄，稱為「嘉盛庄」，隸屬於苗栗一堡。該庄北及東隔後龍溪與二張犁庄、崁頭屋庄、二崗坪庄相望，南邊為芒埔庄，西邊為田藔庄。
1901年（日治明治三十四年）11月，全台廢縣廳改設二十廳，該庄隸屬於苗栗廳。1909年（明治四十二年）10月，合併二十廳為十二廳，該庄改隸屬於新竹廳。1920年（大正九年），廢十二廳改設五州二廳，該庄改制並雅化為「嘉盛」大字，隸屬於新竹州苗栗郡苗栗街。
戰後苗栗街改制為苗栗鎮，隸屬於新竹縣，大字亦改制為里。1950年桃、竹、苗分治，苗栗鎮改隸屬於苗栗縣。1981年12月，苗栗鎮因屬縣政府所在地升格為苗栗市。

## 交通
省道台13線是香山內湖至豐原的幹道，其中尖山至豐原路段俗稱「尖豐公路」，大致以東北東—西南西走向轉橫向經過嘉盛地區中南部，向東轉北可前往造橋、竹南後於香山內湖止於省道台1線路口，向西轉南繞過苗栗市區可前往銅鑼、三義、豐原等地。
省道台6線又稱「舊後汶公路」、「龍汶公路」，是後龍龍港至大湖溫泉口的幹道，大致以西北西—東南東走向轉縱向經過本地區北部及東部近後龍溪河岸處，向西北西可前往後龍龍港，向南轉東北—西南走向繞過苗栗市區可前往公館、獅潭、大湖等地。省道台6線在本地區路段為苗栗市區北側及東側外環道的一部分。

## 學校
- 苗栗特殊教育學校
- 大倫國中（部分）

## 運動休閒
- 苗栗縣立體育場